# Legge di conservazione del momento angolare
La legge di conservazione del momento angolare, anche detta bilancio del momento angolare della quantità di moto è un importante principio fisico, che afferma che il momento angolare {\displaystyle \mathbf {L} } di un sistema è costante nel tempo se è nullo il momento delle forze esterne che agiscono su di esso. 

## Enunciato
Il principio deriva dall'ipotesi di isotropia dello spazio fisico.

Tale legge è una conseguenza della seconda equazione cardinale,
{\displaystyle {\frac {\mathrm {d} \mathbf {L} }{\mathrm {d} t}}=\mathbf {M} _{\text{tot}}};
in questa formula
- {\displaystyle \mathbf {L} =\mathbf {r} \times \mathbf {p} } rappresenta il momento angolare del sistema

dove {\displaystyle \mathbf {p} } è la quantità di moto del sistema, applicata al centro di massa ed {\displaystyle \mathbf {r} } è il vettore posizione del centro di massa rispetto all'asse di rotazione;
- {\displaystyle \mathbf {M} _{\text{tot}}=\mathbf {r} \times \mathbf {F} _{\text{tot}}} rappresenta il momento meccanico delle forze esterne {\displaystyle \mathbf {F} _{\text{tot}}}, anch'esse applicate al baricentro.

Se tale momento è nullo, {\displaystyle \mathbf {M} _{tot}=0}, risulta
{\displaystyle {\frac {\mathrm {d} \mathbf {L} }{\mathrm {d} t}}=0}.
Se la derivata di {\displaystyle \mathbf {L} } rispetto al tempo è nulla, questo significa che {\displaystyle \mathbf {L} } è una costante del moto, ovvero che si conserva.
Il momento delle forze esterne può essere nullo in questi tre casi:
- la forza esterna è nulla (il sistema è meccanicamente isolato)
- la forza è applicata in un punto dell'asse di rotazione (per cui {\displaystyle \mathbf {r} =0})
- la forza è diretta verso l'asse di rotazione, per cui se {\displaystyle \mathbf {F} } è parallelo ad {\displaystyle \mathbf {r} }, il loro prodotto vettoriale è nullo.

## Fenomeni fisici
La conservazione del momento angolare è ampiamente utilizzata per analizzare quello che è chiamato moto di forza centrale.
Se un corpo è soggetto a forze il cui vettore giace sulla retta passante per il proprio centro, il moto risultante è detto "di forza centrale". In questi casi non si ha una coppia di forze rispetto al centro, di conseguenza il momento angolare del corpo relativamente al centro è costante.
La costanza del momento angolare è estremamente utile per l'analisi delle orbite di pianeti e satelliti, e per lo studio dei modelli atomici come quello di Bohr.
La conservazione del momento angolare spiega diversi altri fenomeni fisici, come l'accelerazione angolare di un pattinatore su ghiaccio che porta le proprie braccia e gambe vicine all'asse verticale di rotazione. Portando una parte della massa del proprio corpo più vicino all'asse, decresce il momento di inerzia del proprio corpo. Poiché il momento angolare è costante in assenza di coppie di forze esterne, la velocità angolare del pattinatore deve aumentare. Infatti, in generale, se la componente rotatoria è l'unica presente, ovvero nel caso in cui il corpo rigido si muova di moto circolare uniforme, è pari al prodotto del tensore di inerzia {\displaystyle {\underline {\underline {\mathbf {I} }}}} e della velocità angolare: 
{\displaystyle \mathbf {L} ={\underline {\underline {\mathbf {I} }}}{\boldsymbol {\omega }}}
Lo stesso fenomeno dà luogo alla rotazione estremamente veloce delle stelle compatte, come le nane bianche, le stelle di neutroni e i buchi neri, quando si formano a partire da stelle di dimensioni enormemente più grandi, ma con velocità di rotazione più lente.
Il sistema Terra-Luna è influenzato dalle forze di marea che la Luna esercita sulla Terra. Per la conservazione del momento angolare, nel sistema si verifica un trasferimento di momento dalla Terra alla Luna. Ciò causa un rallentamento della velocità di rotazione della Terra, approssimativamente di 42 nanosecondi/giorno, ed un aumento graduale del raggio dell'orbita della Luna, di circa 4,5 cm/anno.

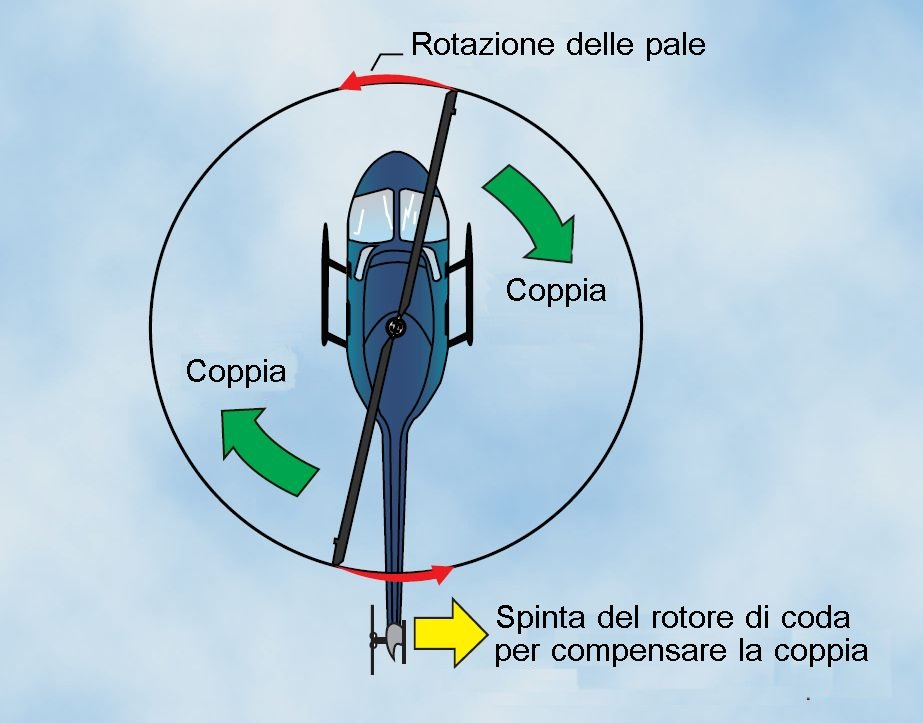
Compensazione delle coppie che agiscono su un elicottero

Negli elicotteri con un solo rotore principale, applicando l'impianto motore forza per far girare il rotore, si crea una coppia che squilibra il momento angolare complessivo della massa. Per effetto di questo fenomeno, la fusoliera dell'elicottero tende a girare nella direzione opposta del rotore per la legge di conservazione. Per mantenere il controllo dell'aeromobile si adottano vari accorgimenti, il più comune dei quali è quello dell'installazione di un rotore "anti-coppia" sulla coda.